# Andriej Agafonow
Andriej Walentynowicz Agafonow (ru. Андрей Валентинович Агафонов, ur. 24 stycznia 1979) – rosyjski piłkarz występujący na pozycji pomocnika. Obecnie pozostaje bez klubu (tzw. wolny agent), lecz wcześniej reprezentował barwy takich klubów jak Degerfors IF, FK Ventspils, Spartak-Ałanija Władykaukaz, FK Rīga, Dinamo Barnauł i Skonto FC.